# Le Buret
Le Buret ist eine französische Gemeinde mit 313 Einwohnern (Stand: 1. Januar 2022) im Département Mayenne in der Region Pays de la Loire in Frankreich. Einwohner der Gemeinde werden Buretins genannt. Die Gemeinde gehört zum Arrondissement Château-Gontier und zum Kanton Meslay-du-Maine.

## Geographie
Le Buret liegt etwa 25 Kilometer südöstlich von Laval. Umgeben wird Le Buret von den Nachbargemeinden La Cropte im Norden, Préaux im Nordosten, Beaumont-Pied-de-Bœuf im Osten, Bouère im Süden, Saint-Charles-la-Forêt im Westen und Südwesten sowie Meslay-du-Maine im Westen und Nordwesten.

## Einwohnerentwicklung
| Jahr                       | 1962 | 1968 | 1975 | 1982 | 1990 | 1999 | 2006 | 2019 |
| Einwohner                  | 333  | 334  | 259  | 251  | 254  | 255  | 302  | 307  |
| Quellen: Cassini und INSEE |      |      |      |      |      |      |      |      |

## Sehenswürdigkeiten

Kirche Saint-Martin

- Kirche Saint-Martin